# Distrito electoral local 2 de la Ciudad de México
El II Distrito Electoral Local de Ciudad de México es uno de los 33 distritos electorales Locales en los que se encuentra dividido el territorio de Ciudad de México. Su cabecera es la Alcaldía Gustavo A. Madero.
Está formado por el extremo sur de la Alcaldía Gustavo A. Madero. Colinda al norte con el distrito I, que se ubica en la alcaldía Gustavo A. Madero; al sur con el distrito IX de Cuauhtémoc, al noreste con el distrito IV, al sureste con el distrito VI de la alcaldía Gustavo A. Madero y al oeste con el distrito V ubicado en la alcaldía Azcapotzalco y con el municipio de Tlalnepantla, Estado de México.

## Legisladores locales por el distrito

### Asamblea de Representantes del Distrito Federal (1988 - 1997)
| Representante                  | Grupo parlamentario | Asamblea | Periodo     |
| ------------------------------ | ------------------- | -------- | ----------- |
| Jorge Mario Sánchez Solís      |                     | I        | 1988 - 1991 |
| Jaime Arturo Larrazábal Bretón |                     | II       | 1991 - 1994 |
| Miguel Ángel Alanís Tapia      |                     | III      | 1994 - 1997 |

### Asamblea Legislativa del Distrito Federal (1997 - 2018)
| Diputado                    | Grupo parlamentario | Legislatura | Periodo     |
| --------------------------- | ------------------- | ----------- | ----------- |
| Francisco Ortiz Ayala       |                     | I           | 1997 - 2000 |
| Lorena Ríos Martínez        |                     | II          | 2000 - 2003 |
| María Elena Torres Baltazar |                     | III         | 2003 - 2006 |
| Antonio Lima Barrios        |                     | IV          | 2006 - 2009 |
| Carlo Fabián Pizano Salinas |                     | V           | 2009 - 2012 |
| Genaro Cervantes Vega       |                     | VI          | 2012 - 2015 |
| Ana Juana Ángeles Valencia  |                     | VII         | 2015 - 2018 |

### Congreso de la Ciudad de México (desde 2018)
| Diputado                    | Grupo parlamentario | Legislatura | Periodo     |
| --------------------------- | ------------------- | ----------- | ----------- |
| Lilia María Sarmiento Gómez |                     | I           | 2018 - 2021 |
| Diego Orlando Garrido López |                     | II          | 2021 - 2024 |
| Diana Barragán Sánchez      |                     | II          | 2024 -      |

## Resultados electorales

### 2021
|  | 50.9618 % |

|  | 34.3669 % |

|  | 2.7892 % |

|  | 0.8786 % |

|  | 1.0894 % |

|  | 0.6884 % |

|  | 2.8816 % |

|  | 1.3583 % |

|  | 0.1291 % |

|  | 2.4275 % |

|  | 100.00 % |

### 2009
|  | 25.84 % |

|  | 17.94 % |

|  | 23.52 % |

|  | 6.66 % |

|  | 8.25 % |

|  | 2.20 % |

|  | 3.46 % |

|  | 1.47 % |

|  | 10.64 % |

|  | 100.00 % |